# Erakond Eesti Kristlikud Demokraadid
Die Erakond Eesti Kristlikud Demokraadid - EKD (deutsch Partei Christliche Demokraten Estlands) ist eine wertkonservative Mitte-rechts-Kleinpartei auf christlicher Grundlage in Estland.
Die Partei wurde 1998 gegründet. Von 1998 bis März 2006 trug sie den Namen Eesti Kristlik Rahvapartei - EKRP („Christliche Volkspartei Estlands“), bevor sie ihre jetzige Bezeichnung annahm.
Vorsitzender der EKD war bis 2008 der Geschäftsmann Aldo Vinkel. Seit 2008 führt Peeter Võsu die Partei.
Politisch ist die EKD marginal. Bei den Wahlen zum estnischen Parlament (Riigikogu) erhielt sie zwischen 2,4 % (1999) und 0,5 % (2011) der Stimmen. An der Europawahl 2004 und an der Parlamentswahl 2015 nahm sie nicht teil.
Die Partei verfolgt ihre politischen Ziele auf der Grundlage christlicher Werte. Sie tritt für eine enge politische, wirtschaftliche und militärische Partnerschaft mit Israel ein. Die EKD ist stark euroskeptisch eingestellt und war gegen einen Beitritt Estlands zur Europäischen Union. In ihrem Grundsatzprogramm setzt sich die Partei besonders für eine stärkere Unterstützung der Familien, eine hohe Geburtenrate und ein Verbot von Abtreibungen ein.

## Wahlergebnisse
als Eesti Kristlik Rahvapartei (EKRP)
| Jahr | Stimmen | Anteil | Mandate | Platz |
| ---- | ------- | ------ | ------- | ----- |
| 1999 | 11.745  | 2,4 %  | 0/101   | 8.    |
| 2003 | 5.275   | 1,1 %  | 0/101   | 8.    |

| Jahr | Stimmen            | Anteil             | Mandate            | Platz              |
| ---- | ------------------ | ------------------ | ------------------ | ------------------ |
| 2004 | nicht teilgenommen | nicht teilgenommen | nicht teilgenommen | nicht teilgenommen |

als Eesti Kristlikud Demokraadid (EKD)
| Jahr | Stimmen | Anteil | Mandate | Platz |
| ---- | ------- | ------ | ------- | ----- |
| 2007 | 9.456   | 1,7 %  | 0/101   | 7.    |
| 2011 | 2.934   | 0,5 %  | 0/101   | 8.    |

| Jahr | Stimmen | Anteil | Mandate | Platz |
| ---- | ------- | ------ | ------- | ----- |
| 2009 | 1.715   | 0,4 %  | 0/6     | 12.   |